# 姜秋蓮
姜 秋蓮（カン・チュリョン、朝鮮語: 강추련）は、朝鮮民主主義人民共和国の女性政治家。最高人民会議代議員、在日本朝鮮民主女性同盟中央委員長、在日本朝鮮人総聯合会中央常任委員会副議長 、6・15共同宣言実践日本地域委員会副議長。

## 経歴
2003年5月10日に開催された総聯中央委員会第19期第3回拡大会議で新設された「女性局」の局長に就任し、2007年の総聯第21回全体大会で廃止されるまでそのポストで活動する。2007年6月26日に開催された在日本朝鮮民主女性同盟第27回大会で女性同盟中央委員長に選出され、2009年3月8日に実施された最高人民会議第12期代議員選挙で代議員に選出された。2014年3月9日に実施された最高人民会議第13期代議員選挙で代議員に再選された。2014年5月24日に開催された在日本朝鮮人総聯合会第23回全体大会で中央常任委員会副議長に選出され、9月6日には建国記念行事に参加するため、許宗萬議長が率いる訪朝団に参加した。2015年4月7日には最高人民会議第13期第3回会議に参加するため、南昇祐副議長と共に訪朝した。
2018年4月5日には共和国労働英雄称号が授与された。2019年3月10日に実施された最高人民会議第14期代議員選挙で代議員に再選された